# Tuberocreagris rufula
Espèce
Synonymes
- Olpium rufulum Banks, 1891

Tuberocreagris rufula est une espèce de pseudoscorpions de la famille des Neobisiidae.

## Distribution
Cette espèce est endémique des États-Unis. Elle se rencontre en Virginie, au Maryland et à Washington.

## Description
L'holotype mesure 2,5 mm.

## Systématique et taxinomie
Cette espèce a été décrite sous le protonyme Olpium rufulum par Banks en 1891. Elle est placée dans le genre Ideobisium par Banks en 1895, dans le genre Microcreagris par Chamberlin en 1930 puis dans le genre Tuberocreagris par Ćurčić en 1978.

## Publication originale
- Banks, 1891 : Notes on North American Chernetidae. Canadian Entomologist, vol. 23, p. 161-166 (texte intégral).